# Nina Schiffer
Nina Schiffer (* 3. Januar 1991 in Köln) ist eine ehemalige deutsche Schwimmerin. Sie ist Deutsche Meisterin 2008 über 200 m Schmetterling und deutsche Vizemeisterin über 400 m Lagen. Sie lebt in Dortmund und trainierte bei der SG Dortmund unter Trainer Volker Höltke.

## Werdegang
Leistungssport betrieb Schiffer etwa seit dem Jahr 2000, zunächst bei der SPVGG Lülsdorf-Ranzel, dann bei den SSF Sieglar. Von 2002 bis 2008 schwamm sie für die SSF Bonn. Seit 2008 schwamm sie für die SG Dortmund und seit 2006 wurde sie im C-Kader des Deutschen Schwimm-Verbandes gefördert, durch ihren deutschen Meistertitel sollte sie in den B-Kader aufsteigen. Des Weiteren war sie Mitglied im Förderkader I des Schwimmverbandes Nordrhein-Westfalen.
Ihre bevorzugten Disziplinen waren die Schmetterling- (50, 100 und 200 m) und die Lagenstrecken (200 und 400 m).

## Sportliche Erfolge

### Internationale Erfolge
Bei den Kurzbahneuropameisterschaften 2006 (4.–7. Dezember 2006 in Helsinki) erreichte sie über 200 m Schmetterling auf der 25-m-Bahn mit 2:12,67 min Platz 18. Dabei war aus ihrem Jahrgang nur die Russin Irina Bespalova mit 2:12,59 min schneller.
Bei den Jugendeuropameisterschaften (6.–9. Juli 2006 auf Mallorca) wurde sie auf der 200-m-Schmetterlingstrecke mit 2:16,14 min Siebte. Beim Europäischen Olympischen Jugendfestival 2005 in Lignano Sabbiadoro (Italien) erreichte sie über 400 m Lagen mit 5:01,13 min eine Bronzemedaille und als Starterin auf der Schmetterlingsstrecke mit der 4 × 100-m-Lagenstaffel Deutschlands (mit Christin Zenner, Theresa Michalak und Uta Müller auf den anderen Strecken) eine Silbermedaille.
Bei den Junioreneuropameisterschaften 2007 (18.–22. Juli 2007 in Antwerpen) gewann sie ihre ersten beiden Medaillen bei einem internationalen Wettbewerb. Über 200 m Schmetterling holte sie in der Zeit von 2:11,98 min die Silbermedaille und über 400 m Lagen in 4:50,90 min die Bronzemedaille. Mit der 4 × 100-m-Lagenstaffel (mit Christin Zenner, Carolin Rademacher und Lisa Vitting) erreichte sie als dritte Starterin den vierten Platz. Über 100 m Schmetterling wurde sie mit einer Zeit von 1:01,71 min Fünfte.

### Nationale Erfolge
Bei den Deutschen Wintermeisterschaften 2006 (23.–26. November 2006 in Hannover) erreichte sie über 200 m Schmetterling mit 2:15,39 min die Silbermedaille. Damals musste sie sich noch Annika Mehlhorn geschlagen geben. Weiterhin ist sie mehrfache deutsche Jahrgangsmeisterin über die 200 und 400 m Lagen, die 100 und 200 m Schmetterling sowie die 200-m-Freistilstrecken.
Bei den 119. Deutschen Meisterschaften im Schwimmen erreichte sie dann die Goldmedaille über 200 m Schmetterling mit einer neuen persönlichen Bestzeit von 2:11,28 min. Sie war die mit Abstand jüngste Titelträgerin der Deutschen Meisterschaften 2007.
Auf der 400-m-Lagenstrecke wurde sie mit 4:48,90 min, einer ebenfalls starken Verbesserung der bisherigen persönlichen Bestzeit hinter Nicole Hetzer (Wacker Burghausen) Zweite.
Sie war als Siebte im Vorlauf auch für das Finale über 100 m Schmetterling qualifiziert, die Finalteilnahme sagte sie jedoch ab, um sich auf die 400-m-Lagenstrecke zu konzentrieren. Die 4 × 100-m-Lagenstaffel der SSF Bonn (mit Denise Möller, Corinna Richter und Valerie Mülder als weiteren Schwimmerinnen) wurde auf Platz vier liegend wegen eines Wechselfehlers disqualifiziert.
Bei den deutschen Jahrgangsmeisterschaften (6.–9. Juni 2007 in Dortmund) war sie mit fünf Gold- und einer Silbermedaille die erfolgreichste Starterin und qualifizierte sich damit für die Junioreneuropameisterschaften in Antwerpen.
Bei den Deutschen Kurzbahnmeisterschaften 2007 in Essen erreichte sie mit 4:41,80 min über 400 m Lagen einen zweiten Platz.
Sie verfehlte die Qualifikation für die Kurzbahn-EM nur um 1/10. Über 200 m Schmetterling gewann sie mit neuem deutschen Altersklassenrekord in 2:11,35 min die Bronzemedaille und über 100 m Schmetterling belegte sie in 1:01,09 min Rang vier.
Bei den Deutschen Schwimmmeisterschaften 2011 wurde sie Deutsche Meisterin über 4 × 100 m Freistil und 4 × 200 m Freistil. Im April 2013 wurde sie Deutsche Meisterin über 4 × 200 m Freistil.

### Sportliche Ziele
Ihr großes Ziel war die Teilnahme an den Olympischen Sommerspielen 2008 in Peking. Um die A-Qualifikationsnorm der FINA zu erfüllen, hätte sie bis zum 31. Mai 2008 die 200 m Schmetterling in 2:10,84 min oder die 400 m Lagen in 4:45,08 min schwimmen müssen.
Die DSV-Normzeit (Platz 12 der Weltjahresbestenliste) liegt bei circa 2:09 min für die 200 m Schmetterling und bei etwa 4:44 min für die 400 m Lagen. Zeitweise war sie im aus 18 Schwimmern bestehenden Olympia-Perspektiv-Kader des DSV.
Am 10. Juli 2008 gewann Nina Schiffer die Silbermedaille über 200 m Schmetterling bei den Schwimmweltmeisterschaften der Junioren in Mexiko. Dabei verfehlte sie um 15 Hundertstel die Qualifikationszeit für die Olympischen Spiele 2008 in Peking.
Seit 2013 tritt Nina Schiffer nicht mehr international in Erscheinung.

## Auszeichnungen
- Nina Schiffer wurde vom Schwimmverband NRW als Jugendschwimmerin des Jahres 2006 geehrt.
- Sie kam bei der Wahl zur Schwimmerin des Jahres 2006 hinter Daniela Samulski (SG Bayer Wuppertal/Uerdingen/Dormagen) und Sonja Schöber (SG Dortmund) auf Platz drei.[10]
- Im Dezember 2007 bekam sie von der Sportstiftung der Kreissparkasse Rhein-Sieg den Sportförderpreis 2007 verliehen.
- Sie konnte den Titel „Jugendschwimmerin des Jahres“ im Jahr 2007 erfolgreich verteidigen und wurde hinter Sonja Schöber, Daniela Samulski, und Sarah Poewe vierte in der offenen Wertung.
- Dortmunds Sportlerin des Jahres 2010
- Die Schwimmerin der SG Dortmund erhielt 2013 ein Sportstipendium für ein Studium in Florida (USA).[11]